# Terrordådet i Strasbourg 2018
På kvällen den 11 december 2018 ägde ett terroristattentat rum i Strasbourg i Frankrike, då en man öppnade eld mot en folkmassa vid stadens julmarknad Christkindelsmärik. Han flydde därefter i en taxi. Fem människor dödades och omkring 20 skadades.
Den misstänkte gärningsmannen var 29-årige Chérif Chekatt, känd av säkerhetspolisorganisationer som ett möjligt islamistiskt terrorhot. Efter en omfattande polisjakt sköts han till döds på kvällen den 13 december 2018.